# Jonna Sundling
Jonna Sundling est une fondeuse suédoise, née le 28 décembre 1994 à Umeå, spécialiste du sprint. Lors des mondiaux 2021 d'Oberstdorf, elle remporte la médaille d'or du sprint puis de nouveau en 2023. En 2020, elle se classe deuxième de la Coupe du monde de sprint, gagnant deux manches cette saison.

## Biographie
Licenciée au Piteå Elit, elle participe à ses premières courses organisées par la FIS en 2010.
En 2012, aux Jeux olympiques de la jeunesse, à Innsbruck, elle récolte la médaille d'argent sur le sprint. Aux Championnats du monde junior, elle se classe quatrième du sprint et decroche une médaille d'argent au relais à Erzurum. L'année suivante, elle remporte l'or sur cette même épreuve à Liberec. En parallèle, elle dispute la Coupe de Scandinavie depuis décembre 2012 et y monte sur son premier podium en janvier 2014 dans un sprint. Sundling devient aussi quatre fois championne de suède chez les juniors en 2012 et 2013
Aux Mondiaux junior 2014, à Val di Fiemme, en plus d'un nouveau titre en relais, elle remporte l'or sur le sprint.
Elle fait ses débuts en Coupe du monde en février 2015 à Östersund. Un mois plus tard, elle est déjà septième du sprint libre de Lahti, marquant ses premiers points pour le classement général. En 2016, elle devient championne de Suède du sprint libre, puis championne du monde des moins de 23 ans dans cette discipline. En fin d'année, elle atteint sa première finale dans l'élite a l'occasion du sprint libre de Davos, arrivant quatrième.
Au mois de mars 2018, elle obtient son premier podium dans une étape de mini-tour en Coupe du monde à Falun, en terminant deuxième derrière Hanna Falk.
En novembre 2018, elle remporte un sprint libre, première course du Nordic Opening disputé à Lillehammer devant sa compatriote Stina Nilsson. Son premier podium dans un sprint de Coupe du monde à part entière prend lieu en janvier 2019 à Dresde.
Lors de la finale des championnats du monde 2019 de Seefeld, elle chute avec sa compatriote Maja Dahlqvist alors qu'elles se disputent la deuxième place dans la dernière montée et termine finalement quatrième, la Norvégienne Maiken Caspersen Falla remportant le titre devant Stina Nilsson. Quelques semaines plus tard, elle conclut la saison de Coupe du monde par son meilleur résultat en course par étapes avec une sixième place aux Finales, à Québec, où elle prend la troisième place du sprint libre.
En fin d'année 2019, elle gagne sa première manche de Coupe du monde à l'occasion du sprint libre de Planica. Ses deux autres podiums individuels de l'hiver interviennent à Ruka au Nordic Opening et à Falun sur des sprints.
Lors de la  saison 2020-2021, elle obtient deux podiums sur des sprints, sur un sprint classique lors de la course d'ouverture du Ruka triple, derrière ses compatriotes Linn Svahn et Maja Dahlqvist, puis à Falun, toujours sur un sprint classique, de nouveau remporté par Svahn, devant la Slovène Anamarija Lampič. Lors des 
mondiaux d'Oberstdorf, elle s'impose en finale devant la Norvégienne Maiken Caspersen Falla et Anamarija Lampič. Elle remporte un deuxième titre mondial en s'imposant dans l'épreuve du sprint par équipes où elle est associée à Maja Dahlqvist.

## Palmarès

### Jeux olympiques d'hiver
| Épreuve / Édition | Sprint                         | Sprint                           | 10 km                            | 10 km     | Skiathlon 2 × 7,5 km             | 30 km | Relais                             | Relais                              |
| Épreuve / Édition | libre                          | classique                        | libre                            | classique | Skiathlon 2 × 7,5 km             | 30 km | Sprint                             | 4 × 5 km                            |
| JO 2022 Pékin     | Médaille d'or, Jeux olympiques | Épreuve inexistante à cette date | Épreuve inexistante à cette date |           | Épreuve inexistante à cette date |       | Médaille d'argent, Jeux olympiques | Médaille de bronze, Jeux olympiques |

### Championnats du monde
| Épreuve / Édition        | Sprint                           | Sprint                           | 10 km                            | 10 km                            | Skiathlon                 | 30 km | Relais               | Relais               |
| Épreuve / Édition        | libre                            | classique                        | libre                            | classique                        | Skiathlon                 | 30 km | Sprint               | 4 × 5 km / 7.5 km    |
| Mondiaux 2019 Seefeld    | 4e                               | Épreuve inexistante à cette date | Épreuve inexistante à cette date | —                                | —                         | —     | —                    | —                    |
| Mondiaux 2021 Oberstdorf | Épreuve inexistante à cette date | Médaille d'or, monde             | —                                | Épreuve inexistante à cette date | —                         |       | Médaille d'or, monde | 6e                   |
| Mondiaux 2023 Planica    | Épreuve inexistante à cette date | Médaille d'or, monde             |                                  |                                  |                           |       | Médaille d'or, monde |                      |
| Mondiaux 2025 Trondheim  | Médaille d'or, monde             | Épreuve inexistante à cette date |                                  |                                  | Médaille de bronze, monde |       | Médaille d'or, monde | Médaille d'or, monde |

Légende :
- : médaille d'or
- : pas d'épreuve
- — : Non disputée par Sundling

### Coupe du monde
- Meilleur classement général : 11e en 2020.
- 32 podiums individuels : 11 victoires, 10 deuxièmes places et 11 troisièmes places.
- 12 podiums en équipes : 
  - 8 podiums en sprint : 5 victoires et 3 deuxièmes places.
  - 4 podiums en relais : 2 victoires et 2 deuxièmes places.
- 2 podiums en épreuve par équipes mixte : 2 victoires.

#### Courses à étapes
- 7 podiums, dont 1 victoire d'étape.
- Nordic Opening : 
  - 12e en 2020-2021
  - 3 podiums d'étape, dont 1 victoire.
- Finales :
  - 6e en 2019.
  - 2 podiums d'étape.
- Ski Tour 2020 : 
  - 17e
  - 1 podium d'étape.
- Tour de ski : 14e en 2019-2020.
  - 1 podium d'étape.

#### Détail des victoires
| Épreuve / Édition | Sprint                     | Sprint      | 10 km       | 10 km     | Skiathlon 2 × 7,5 km | 20 km | 20 km     | 50 km | Tour de ski ou Nordic Opening |
| Épreuve / Édition | libre                      | classique   | libre       | classique | Skiathlon 2 × 7,5 km | libre | classique | 50 km | Tour de ski ou Nordic Opening |
| 2019-20           | Planica Drammen            |             |             |           |                      |       |           |       |                               |
| 2021-22           | Lahti                      | Falun       |             |           |                      |       |           |       |                               |
| 2022-23           | Livigno Toblach            |             |             |           |                      |       |           |       |                               |
| 2023-24           |                            | Minneapolis | Minneapolis |           |                      |       |           |       |                               |
| 2024-25           | Lillehammer Davos Engadine |             |             |           |                      |       |           |       |                               |

##### Victoires d'étapes
| Date             | Lieu        | pays    | Compétition    | Discipline |
| ---------------- | ----------- | ------- | -------------- | ---------- |
| 30 novembre 2018 | Lillehammer | Norvège | Nordic Opening | SP TL      |

Légende :

TC = classique

TL = libre

MS = départ en masse

HS = départ avec handicap

PU = poursuite

#### Classements détaillés
| Saison / Épreuve | Saison / Épreuve | Général | Général | Distance | Distance | Sprint | Sprint |
| Saison / Épreuve | Saison / Épreuve | Class.  | Points  | Class.   | Points   | Class. | Points |
| ---------------- | ---------------- | ------- | ------- | -------- | -------- | ------ | ------ |
| 2015             | 2015             | 83e     | 36      |          |          | 43e    | 36     |
| 2016             | 2016             | 55e     | 56      |          |          | 34e    | 56     |
| 2017             | 2017             | 38e     | 157     | 56e      | 31       | 25e    | 96     |
| 2018             | 2018             | 34e     | 195     | 48e      | 46       | 25e    | 91     |
| 2019             | 2019             | 17e     | 485     | 30e      | 109      | 9e     | 260    |
| 2020             | 2020             | 11e     | 786     | 24e      | 158      | 2e     | 486    |
| 2021             | 2021             | 18e     | 395     | 31e      | 115      | 7e     | 212    |
| 2022             | 2022             | 9e      | 649     | 13e      | 207      | 3e     | 442    |
| 2023             | 2023             | 13e     | 1 082   | 26e      | 335      | 5e     | 747    |

### Championnats du monde junior
- Médaille d'argent du relais en 2012 à Erzurum.
- Médaille d'or du relais en 2013 à Liberec.
- Médaille d'or du relais en 2014 à Val di Fiemme.
- Médaille d'or du sprint libre en 2014.

### Championnats du monde des moins de 23 ans
- Médaille d'or du sprint libre en 2016 à Rasnov.

### Jeux olympiques de la jeunesse
- Médaille d'argent du sprint libre en 2012.

### Coupe de Scandinavie
- 3e du classement général en 2016 et 2018.
- 6 podiums.

### Championnats de Suède
- Championne du sprint en 2016 et 2017.
- Championne du sprint par équipes en 2016.